# 홍희기
홍희기(1983년 11월 7일 ~ )는 대한민국의 희극 배우이다.